# Арашенда (Ахметский муниципалитет)
Арашенда (груз. არაშენდა) — село в Грузии. Находится в Ахметском муниципалитете края Кахетия. Расположено в 9 км к юго-востоку от города Ахмета и в 14 км к западу от Телави.
Высота над уровнем моря составляет 654 метра. Население — 123 человек (2014).
В советское время село Арашенда входило в Кистаурский сельсовет Ахметского района.